# Ionel Gane
Ionel Gane (Drănic, 12 ottobre 1971) è un allenatore di calcio ed ex calciatore rumeno, di ruolo attaccante, attuale assistente allenatore della nazionale rumena.

## Carriera

### Club
Ha giocato con alterne fortune tra Romania, Spagna, Svizzera, Cina e Germania.
Vanta 16 presenze e 5 reti nelle competizioni UEFA per club.

### Nazionale
Il 6 maggio 1992 esordisce contro le Fær Øer (7-0). Uscito dal giro della Nazionale dopo il 1993, è nuovamente convocato il 25 aprile 2001, quando scende in campo contro la Slovacchia (0-0).

## Palmarès

### Club

#### Competizioni nazionali
- Coppa di Romania: 1

Universitatea Craiova: 1992-1993
- Campionato svizzero: 1

San Gallo: 1999-2000